# Trio de Ouro
O Trio de Ouro foi um conjunto vocal brasileiro formado por Herivelto Martins em 1937.

## História
Na época, Herivelto formava com Nilo Chagas (Barra do Piraí, 1917 — Rio de Janeiro, 1973) a dupla "Preto e Branco". Nilo tinha substituído o primeiro parceiro de Herivelto, Francisco Sena, falecido no ano anterior. Em 1936, eles conheceram a cantora Dalva de Oliveira no Cine Pátria, onde trabalhavam. Então eles começaram a ensaiar juntos em busca de algo diferente. Eles foram ouvidos pelo compositor Príncipe Pretinho, que, entusiasmado com o resultado, incentivou-os a prosseguirem juntos.
Eles então passaram a se apresentar juntos, como Dalva de Oliveira e dupla Preto e Branco, e assim gravaram o primeiro disco na Victor em 1937, com a batucada “Itaquari” e a marchinha ”Ceci e Peri” (ambas de Príncipe Pretinho), acompanhados dos Boêmios da Cidade. Nesse ano, o trio foi contratado pela Mayrink Veiga, para o programa de César Ladeira. Em 1938, assinaram contrato com a Odeon, onde gravaram os primeiros discos com o Regional de Benedito Lacerda. Foi então que o nome Trio de Ouro apareceu pela primeira vez em disco, na faixa “Na Bahia”, jongo de Herivelto e Humberto Porto gravado pelo trio junto de Carmen Miranda. Essa denominação foi dada por César Ladeira, que, durante uma apresentação do grupo, afirmou que ser esse “um trio de ouro”, designação que eles passaram a usar, embora eles só a tenha adotado oficialmente dois anos depois. Naquele ano, realizou-se o casamento de Herivelto e Dalva.
Em 1940, passaram a atuar no Rádio Clube do Brasil. Nessa década, eles alcançaram o auge do sucesso com “Praça XI” (Herivelto e Grande Otelo), gravado na Columbia com Castro Barbosa e o Regional de Benedito Lacerda, campeão do carnaval de 1942, e “Ave Maria no Morro” (Martins), na Odeon, com Fon-Fon e sua orquestra, e atuaram em filmes. Também em 1942, eles passaram a integrar a Rádio Nacional.
Em 1950, com a separação de Herivelto e Dalva de Oliveira, o trio se desfez em sua primeira formação. Herivelto refez o conjunto com a cantora Noemi Cavalcanti (*Cachoeiro do Itapemirim, ES, 1926) e passaram a gravar na Victor. Dois anos depois, o trio se desfez novamente, com a saída de Noemi e Nilo Chagas, que resolveram formar uma dupla. O trio então se formou novamente, com Herivelto, o capixaba Raul Sampaio e a paulista Maria de Lourdes Bittencourt (1923 -1979), esposa de Nelson Gonçalves.
O novo trio estreou com a regravação dum antigo sucesso, “Ave-Maria no Morro”. Foram contratados pela Rádio Nacional, onde permaneceram por dois anos. Nessa época, excursionaram pelo norte do país, Minas Gerais e São Paulo e fizeram temporadas na Argentina, no Chile, no Peru e no Uruguai.
Em meados dos anos 50, o sucesso do grupo entrou em declínio. Em 1958, o trio passou a gravar pelo pequeno selo Carnaval, pelo qual lançaram, entre outros, o samba “A Felicidade”, de Tom Jobim e Vinícius de Moraes, uma rara adesão à nascente Bossa Nova. O trio lançou seu último disco comercial em 1964, pelo selo Som, com o samba “Capital do Samba” (Herivelto e Marino Pinto), uma homenagem ao quarto centenário do Rio de Janeiro. O trio se desfez novamente pouco depois, devido a problemas de saúde de Lourdes Bittencourt, que viria a falecer em 1979.
Nos anos 70, tendo Shirley Dom como solista, o trio voltou a fazer apresentações esporádicas, chegando até a gravar um LP para a Funarte em homenagem à obra de Herivelto Martins. Eles se apresentaram pela última vez no aniversário de oitenta anos de Herivelto em jantar fechado na residência de Ricardo Cravo Albin.

## Sucessos
- A Bahia Te Espera, Chianca de Garcia e Herivelto Martins (1950)
- Alvorada, E. J. Moreira e Príncipe Pretinho (1939)
- Alvorada de Luz, Paulo Marques e Pedro de Almeida (1952)
- Ave-Maria, Jaime Redondo e Vicente Paiva (1950)
- Ave Maria no Morro, Herivelto Martins (c/Fon-Fon & Sua Orquestra 1942)
- Bom Dia, Avenida, Grande Otelo e Herivelto Martins (1944)
- Boca Fechada, Lupicínio Rodrigues (1954)
- Calado Venci, Ataulfo Alves e Herivelto Martins (c/Raul & Regional, 1947)
- Caminho Certo, David Nasser e Herivelto Martins (1950)
- Conversando com a Chuva, Pedro de Almeida (1952)
- E Não Sou Baiano, Waldemar Ressurreição (c/Regional de Benedito Lacerda, 1945)
- Lá em Mangueira, Heitor dos Prazeres e Herivelto Martins (1943)
- Lamento Negro, Humberto Porto e Secundino (1940)
- Laurindo, Herivelto Martins (1943)
- Maria louca, David Nasser e Herivelto Martins (1953)
- Mironga de Moça Branca, Gastão Viana (1954)
- Morro, Dunga e Herivelto Martins (1944)
- Negro Telefone, David Nasser e Herivelto Martins (1953)
- O Bonde de Santa Teresa, Waldemar Ressurreição (1952)
- Odete, Dunga e Herivelto Martins (1944)
- Praça XI, Grande Otelo e Herivelto Martins (c/Castro Barbosa e Regional de Benedito Lacerda, 1941)
- Quem Vem Descendo, Príncipe Pretinho (1944)
- Recife, Antônio Maria (1951)
- Saudade de Mangueira, Herivelto Martins (1954)
- Senhor do Bonfim, Herivelto Martins (1947)
- Teu Exemplo, David Nasser e Herivelto Martins (1950)

## Filmografia
- Samba em Berlim
- Berlim na Batucada
- Pif-Paf
- Caídos do Céu
- Esta É Fina
- Fogo na Canjica
- Pra Lá de Boa
- Agüenta Firme, Isidoro
- Está com Tudo
- Com a Mão na Massa
- Samba na Vila
- Guerra ao Samba
- Um Pirata do Outro Mundo
- É de Chuá